# Vrba rozmarýnolistá
Vrba rozmarýnolistá (Salix rosmarinifolia) je zřídka se vyskytující druh dřeviny keřovitého vzrůstu z rodu vrba, kde je přiřazen do podrodu Vetrix.

## Rozšíření
Vyloženě Euroasijský druh. V západní a jižní Evropě je její výskyt ohraničen Alpami, Karpaty a Dinárským pohořím, ze severu jižní Skandinávii. Dále s různou intenzitou vyrůstá od Německa a Rakouska přes Střední Evropu, Pobaltí a východoevropské země až do Ruska, kde je k nalezení na západní i východní Sibiři. Vyskytuje se také ve Střední Asii a v přilehlých oblastech Mongolska i Číny. Lze ji spatřit od nížin až po horské oblasti do 3000 m n. m., většinou na místech často zaplavováných vodou nebo trvale vlhkých až přemokřených zásluhou vysoké hladiny spodní vody, na slatinách, rašeliništích, v blízkosti pramenišť, vodních toků a nádrží. Vyskytuje se na půdách písčitých i jílovitých, kyselých i zásaditých.
V České republice roste roztroušeně na lokalitách jejichž počty se postupně snižují. Počtem největší jsou v okolí Českých Budějovic, Třeboně, v Polabí, na Českomoravské vrchovině, v podhůří Jeseníků a v dolních tocích řek Dyje a Moravy, často na místech reliktního charakteru.

## Popis
Dvoudomý, široce vystoupavý, poměrně řídký keř vysoký 30 až 100 cm, vzácně až 200 cm. Tenké, lysé větve jsou někdy plazivé, nové letorosty mají jemné chloupky. Vyrůstají na nich pupeny barvy hnědé, červenavé až rezavé, zpočátku jsou ochlupené a podlouhle kopinaté, později lysé a tupě zakončené. Listy s řapíky jen do 3 mm dlouhými mají někdy drobné, brzy opadávající, úzce kopinaté palisty. Jejich čepele, dlouhé 20 až 50 mm a široké 3 až 10 mm, mají tvar podlouhle kopinatý až čárkovitý a jsou k oběma koncům zúžené, okraje mají jemně pilovité až celokrajné. Jejich svrchní strana je slabě lesklá, tmavě zelená a zpočátku pýřitá, spodní šedozelená, matná a v mládí stříbřitě chlupatá, později lysá. Listy mají okolo 10 párů žilek.
Jednopohlavné květy jsou uspořádány do květenství jehněd, samčí bývají průměrně dlouhé 1,5 cm a samičí až 3 cm, květní listeny mají tmavě hnědé, chlupaté. V samičích květech jsou dvě tyčinky s červenavými nitkami u báze chlupatými a s prašníky zpočátku žlutými nebo purpurovými, později hnědými. Samičí květy mají po jednom chlupatém nebo lysém, kuželovitém nebo vejcovitém semeníku na dlouhé stopce a krátké čnělce s červenou bliznou. V květech je jedna nektarová žlázka. Kvete v květnu a červnu, opylována je hmyzem. Plodem jsou tobolky s ochmýřenými semeny.
Je pomalu rostoucím druhem, někdy se vysazuje do alpinií. Pro schopnost odolávat větrům a pro hluboké a rozvětvené kořeny se v příbřežních oblastech vysazuje ke stabilizaci větrem přenášených písků.

## Hybridizace
Vrba rozmarýnolistá se často kříží s jinými druhy, v ČR prokazatelně rostou tyto čtyři hybridy:
- Salix × friesiana (s vrbou košíkářkou),
- Salix ×incubacea (s vrbou plazivou),
- Salix ×parviflora (s vrbou nachovou),
- Salix ×plicata (s vrbou ušatou).[3][7]

## Ohrožení
Na území Česka v minulých desetiletích, následkem rozsáhlých meliorací a pokusů převést vlhké louky na ornou půdu, postupně ubývalo vhodných stanovišť pro její růst. Proto byla vrba rozmarýnolistá v "Černém a červeném seznamu cévnatých rostlin České republiky" z roku 2000 zařazena do kategorie C3, mezi druhy ohrožené.